# ائتلاف أوقفوا الحرب
ائتلاف أوقفوا الحرب (بالإنجليزيّة: Stop the War Coalition) هو مجموعة بريطانيّة تأسَّست في 21 سبتمبر عام 2001، بعد هجمات 11 سبتمبر، لمعارضة ما تعتقد أنها حروب غير عادلة. أقام الائتلاف عددًا من الحملات كانت فيما بعد جزءً من «الحرب على الإرهاب» في الولايات المتحدة وحلفائها. كما أقامت حملات مناهضة للحرب في أفغانستان والحرب على العراق. يُدعى أن التظاهرات التي أقامها الائتلاف بالتعاون مع حملة نزع السلاح النووي والرابطة الإسلاميّة في بريطانيا في 15 فبراير عام 2003 هي التظاهرات الشعبيّة الكبرى في تاريخ بريطانيا.

## التكوين والأعضاء البارزين
كان سبب تكوين ائتلاف اوقفوا الحرب حاضرًا بعد هجمات 11 سبتمبر في الولايات المتحدة. انطلق الائتلاف باجتماع عام لنحو 2000 شخص في مجلس الأصدقاء في طريق إيوستن في لندن، برئاسة ليندسي جيرمان، الناشطة في حزب العمال الاشتراكيّ بعد ذلك. كانت الجملة التأسيسيّة «تشكَّل ائتلاف اوقفوا الحرب لتشجيع وتحريك أكبر قدر ممكن من الحراك ضد الحرب»، وأضافوا «يكمن هدفها ببساطة في جمع كل الناس الذين يريدون إيقاف هذا الجنون، وتقديم الحُجج المعارضة للحرب، التي تخلو منها وسائل الإعلام».
أصبحت جيرمان بعد ذلك مُنسِّقة اجتماعات الائتلاف. انتهى الائتلاف من وضع أهدافه في اجتماع 28 أكتوبر، كما انتخبوا في هذا الاجتماع اللجنة التوجيهيّة مكوَّنة من ممثلين من مجلة «موجز العمل» والحزب الشيوعيّ ببريطانيا. فشل ممثلو الحزب الشيوعيّ لبريطانيا العظمى وتحالف تحرير العمال في الحصول على مقعد في الانتخابات، ولكنهم شاركوا في أنشطة الائتلاف رغمًا عن ذلك.
في اجتماعهم الابتدائيّ تبنى الائتلاف أيضًا شعار «ضد النتائج العكسيّة العنصريّة» مؤكدين أن الحرب على أفغانستان ستُعتبر بمثابة حرب على المسلمين، وأن المسلمين في المملكة المتحدة سيتعرَّضون لمضايقات عنصريّة إذا ما شاركت المملكة في الحرب. عمل الائتلاف مع الرابطة الإسلاميّة في تنظيم التظاهرات. انتقد نيك كوهين في 2003 علاقة الائتلاف بمنظمات يعتبرها «رجعيّة» مثل الرابطة الإسلاميّة. كما اتهم الائتلاف بأنه يُهمل مطالب اتحادات التجارة العلمانيّة ومطالب الأكراد في العراق.

## الحملات وردود الفعل (2003–14)

### حرب العراق
أكبر تظاهرة نظَّمها الائتلاف كانت احتجاجًا جماهيريًّا ضخمًا في 15 فبراير 2003 في لندن احتجاجًا على الغزو الأمريكيّ للعراق. يُعتقد أن عدد من شاركوا في تلك الاحتجاجات يتراوح بين 750 ألف إلى مليوني مشارك مما يجعلها من أكبر التظاهرات في تاريخ بريطانيا. بدأ تحرك الشرطة باكرًا عن المتوقع نظرًا لارتفاع أعداد الناس المشاركين في نقاط التجمع.
ونظرًا لاستمرار التعبئة العسكريّة لغزو العراق، دعى الائتلاف مجموعاته المحليّة إلى تنظيم فعاليات في يوم غزو العراق. وبما أن هذا اليوم كان مجهولًا فقد اتُفق على تسميته بـ«اليوم س» وقد وقع في 20 مارس 2003. انطلقت الفعاليات في أنحاء البلاد بالرغم من عدم امتلاك الوقت الكافي للتخطيط: كانت التظاهرة الأكبر في لندن في ميدان البرلمان. وبعد بدء الحرب وفعاليات «اليوم س»، نظَّم الائتلاف تظاهرة قوميّة أخرى في يوم السبت التالي، 22 مارس.

### الحرب الأهليّة الليبيّة 2011
كان الحزب الشيوعيّ لبريطانيا العظمى (الماركسيّ-اللينينيّ) عضوًا في ائتلاف اوقفوا الحرب. ولكنه طُرِد من الائتلاف مع أفرادٍ آخرين في 23 سبتمبر 2011 نظرًا لموقفهم الداعم لمعمر القذافيّ في الجماهريّة الليبيّة أثناء الحرب الأهليّة الليبيّة، وكان الحزب ضد حملات الناتو الداعمة للمتمردين في بنغازي. اعتبرت قيادة الائتلاف أن المتمردين الليبيّين في بنغازي جزء من الربيع العربيّ وأنهم يقومون بـ«انتفاضة شعبيّة» وأن القذافي كان على رأس «دكتاتوريّة وحشيّة». أما الحزب الشيوعيّ فاعتبر موقف الائتلاف داعمًا للاستعماريّة، وأن متمردي ينغازي مدعومون من المخابرات الأمريكيّة.

### الحرب الأهليّة السوريّة 2011 حتى 2014
أقام ائتلاف اوقفوا الحرب حملات مناهضة لمشاركة بريطانيا في الحرب السوريّة التي بدأت في مارس 2011، ونظموا من أجل ذلك عددًا من الاحتجاجات أثناء انتخابات برلمان المملكة المتحدة في أغسطس 2013 وديسمبر 2015.
كتب سمير داثي لموقع الائتلاف في يونيو 2013: «بينما لا يرغب الأمريكيّون سوى في رحيل الدكتاتور عديم الشفقة بشار الأسد، لا يمكننا دعم تأجيج الصراع بالسلاح، حيث إن ذلك لن يؤدي سوى للمزيد من العنف واللاجئين في المنطقة. وإذا كان هناك أي أمل للشعب السوريّ، فعلينا أولًا أن نمنع التدخلات الخارجيّة في الشأن السوريّ».

### العلاقة مع حزب العمال في آخر 2015
من 2011، كان جيرمي كوهين زعيم ائتلاف اوقفوا الحرب. وعندما ترشَّح عن حزب العمال، قررت المنسقة القوميّة للائتلاف دعمه. وبعد أسبوع من انتخابه كزعيم لحزب العمال في سبتمبر 2015، عُرف أنه لن يستطيع استكمال المهمة في الائتلاف، لكنه استمر في دعم مجهوداته.

### هجمات نوفمبر 2015 في باريس
بعد هجمات نوفمبر 2015 في باريس، نشر الائتلاف مقالًا على موقعهم الإلكترونيّ يصرِّحون فيه: «باريس تجني حصاد الدعم الغربيّ للعنف المُفرط في الشرق الأوسط». إلا أن هذا المقال قد نال عددًا من الانتقادات بينها انتقاد وزير خارجيّة حكومة الظل من حزب العمال هيلاري بين قائلًا: «إن الهجمات ليست خطأ الفرنسيّين ولكنها خطأ المُهاجمين». وبحلول هذا الوقت كان موقع الائتلاف قد أزال المقال بالفعل.

### الحرب الأهليّة السوريّة في آخر 2015
نُشر مقال على موقع الائتلاف بعد تصريحات هيلاري بين الداعمة للهجمات الجويّة في سوريا في مجلس العموم البريطانيّ في 2 ديسمبر، والتي استدعت تاريخ مناهضة الفاشيّة. يقول المقال: «إن بين لا يدرك أن الحركة الجهاديّة المكِّونة لداعش أقرب إلى روح الأمميّة والتضامن التي قادت حركة كتائب شهداء الأقصى الدوليّة أكثر من حملة قصف كاميرون». وبعدها بأيام علَّق أندرو موري محرر في الموقع باعتقاده أن المقال كان «عبثًا محضًا». وقال: «إنه لا يعكس رؤية الائتلاف أبدًا. لقد أزلت المقال بمجرد رؤيتي له، وأعتذر عن أي داعم للائتلاف انزعج بسبب المقال».

## وصلات خارجية
- موقع ائتلاف «أوقفوا الحرب»
- أخبار البي بي سي: مظاهرات فبراير 2003
- أخبار البي بي سي: مظاهرات على مشارف اندلاع الحرب
- أخبار البي بي سي: مظاهرات مناهضة لبوش
- إنديميديا البريطانية: مظاهرات عام 2003